# Brant (Nueva York)
Brant es un pueblo ubicado en el condado de Erie en el estado estadounidense de Nueva York. En el año 2000 tenía una población de 1.906 habitantes y una densidad poblacional de 29,7 personas por km².

## Geografía
Brant se encuentra ubicado en las coordenadas 42°35′18″N 79°01′04″O / 42.58833, -79.01778.

## Demografía
Según la Oficina del Censo en 2000 los ingresos medios por hogar en la localidad eran de $41 847, y los ingresos medios por familia eran $47 130. Los hombres tenían unos ingresos medios de $35 913 frente a los $23 646 para las mujeres. La renta per cápita para la localidad era de $19 803. Alrededor del 6,4% de la población estaban por debajo del umbral de pobreza.